# 삼겹살 데이

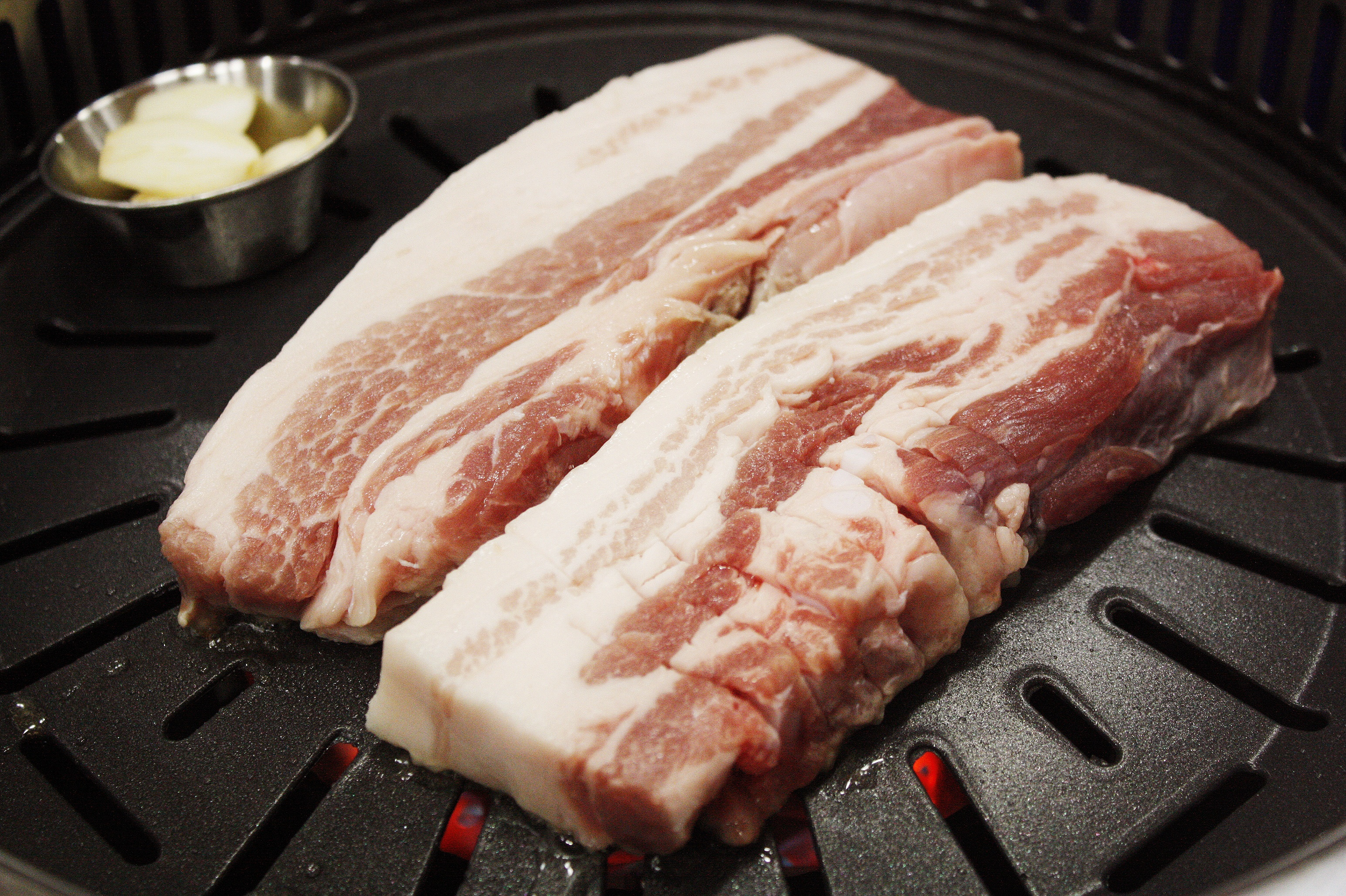
삼겹살 (Pork belly)

삼겹살 데이는 돼지 삼겹살을 먹는 날로 한국에만 있는 비공식 기념일이다. 날짜는 매년 3월 3일이며 ‘삼삼데이’라고도 한다. 숫자 3이 두 번 들어간 날에 삼겹살을 먹는다는 의미다. 2003년 경기도 파주시 양돈인 장석철과 파주연천축협이 제정하여 홍보한 것이 시작으로 알려져 있다. 돼지 구제역으로 어려워진 농가를 돕자는 취지에서 시작된 것으로 국민적 공감대가 형성되며 하나의 문화로 정착하는데 성공하였다.
그러나 좋은 취지와는 달리 '삼겹살 데이'로 인해 구제역이 재발 할 수 있는 원인을 제공하고, 국내 양돈 산업을 기형적으로 왜곡 시키며, 종국에는 수입 삼결살로 인해 국내 양돈 농가를 더 어렵게 하는 결과를 초래하고 있다는 비판을 받고 있다. 분료로 인한 환경오염은 외면하고 있으며 애완견이나 돼지는 모두 같은 생명인데 불량한 사육환경 그리고 지나친 데이 마케팅에 의한 피로감 가중 등도 주요 비판의 이유에 해당한다. 

## 명칭 유래
삼겹살 데이는 돼지 삼겹살을 먹는 날로 한국에만 있는 비공식 기념일이다. 날짜는 매년 3월 3일이며 ‘삼삼데이’라고도 한다. 숫자 3이 두 번 들어간 날에 삼겹살을 먹는다는 의미다. 2003년 경기도 파주시 양돈인 장석철과 파주연천축협이 만들어 홍보한 것이 삼겹살데이의 원조로 알려져 있다. 2000년과 2002년에 걸쳐 구제역 파동으로 인해 육류 판매량이 급감하면서 줄어든 돼지고기 소비를 촉진하여 양돈농가를 돕기 위해서 만들었다고 한다. 이후 매년 삼겹살데이에 전국 유통업체들이 대대적인 할인판매 행사를 진행하면서 대중적으로 알려지게 되었다.

## 관련 행사
파주시 양돈인 장석철 대표의 아이디어를 활용하여 파주시와 축협은 2003년 3월 3일 오후 2시부터 금촌동 파주 축협 판매점에서 돼지고기 무료 시식회를 갖고 소년소녀가장 등 불우이웃들에게 공짜 삼겹살 파티도 열었다. 파주지역 길거리에는 돼지고기의 우수성을 자랑하는 현수막을 내걸고 삼겹살 홍보전단도 배포했다. 파주지역 양돈농가들은 2000년 3월 구제역 파동을 겪은 데다 2002년 전국적으로 구제역이 재발, 전국 돼지고기 재고량이 1만톤에 달할 정도로 소비가 감소하자 이색 판촉 이벤트를 마련한 것이었다.
삼겹살데이를 만든 장석철 대표가 속해있는파주연천축협에서는 2003년 이래 매년 기념축제를 개최했다. 특히 2019년 돼지띠 해인 기해(己亥)년을 맞이하여 '황금 돼지해, 다함께 즐겁고 모두가 행복한 삼삼데이'라는 슬로건을 내걸고 행사를 개최했다. 3월 1일부터 3일간 진행된 행사에서는 축산물프라자, 문산판매장 및 로컬푸드 매장 10개점에서 할인행사와 사은품 등을 증정했다. 이밖에도 매년 3월 3일에는 전국 지역농협이나 유통업종사자들이 삼겹살데이를 홍보하며 축산물 소비촉진을 꾀하고 있다. 일부 지자체에서는 인삼 등 지역특산품을 삼겸살과 연계하여 삼삼데이 행사를 진행하기도 한다.

## 데이 마케팅
삼겹살데이는 기념일을 타겟으로 하는 데이마케팅의 일종이다. 2월 14일 발렌타인 데이가 데이마케팅의 원조로하여 1990년대에 각종 데이마케팅이 유행하였고, 11월 11일을 빼빼로데이로 한 것이 대표적이 성공사례로 꼽을 수 있다. 그러나 지나친 상술에 의해 억지로 만들었다거나 빼빼로데이 등은 알면서도 우리나라 4대 국경일은 모른다는 점 등에 대한 비판이 있다. 잘못된 데이 마케팅을 의미 있게 바꿔 보자는 운동도 있는데, 11월 11일을 빼빼로데이가 아닌 우리 쌀로 만든 가래떡데이로 하자는 것이다. 또한 재난급 질병인 구제역으로 어려워진 양돈농가를 돕자는 삼겹살데이 등은 넓은 공감대를 형성하며 이런 시대적 흐름에 맞춰 제법 성공적으로 정착되어 가고 있다.

## 빛바랜 삼겹살 데이
2023년 3월에 '불량 반값 삼겹살'로 인해 사회적으로 파장이 거세게 발생하는 일이 있었다. 온라인과 오프라인 마켓들이 삼겹살 데이를 맞이하여 평소보다 50% 저렴한 삼겹살을 특별행사 가격으로 판매하는 대규모 행사를 벌였다. 그러나 막상 택배를 통해 이른바 ‘반값 삼겹살’을 구매한 소비자의 불만이 온라인 커뮤니티 곳곳에서 이어지는 일이 벌어졌다. 삼겹살 데이에 구매한 행사 삼겹살에 비계가 과도하게 많다는 것과 반품시 단순변심 처리해야 하므로 왕복 택배비를 구매자가 부담해야 하는 것에 분통을 터트리기도 했다.
불판닦이용, 기름 덩어리, 비계 잔치, 비계 덩어리 데이, 비계를 샀더니 살코기가 붙어왔다 라는 비난이 온라인에 쏟아졌고 일부 제품은 맨위에 있는 고기만 삼겹살이고 밑에 있는 것은 먹기 힘든 수준에 고기로 눈속임 포장을 한 제품도 있었다. 논란이 커지자 업계에서는 원칙적으로는 비계함량을 근거로한 반품은 불가하나 이번에는 무료 반품을 실시하겠다고 하여 사건이 어느정도 마무리 되었다.
농림축산식품부 산하 축산물품질평가원에 따르면 돼지고기는 도축할 때 등지방 두께 등을 품질 평가등급에 반영하고 있지만, 삼겹살과 목살 등 부위별 판정기준은 따로 없는 실정이라 한다. 전문가들은 한국의 경우 유럽이나 미국 등과 달리 삼겹살을 즐겨 찾는 만큼 최소한의 가이드라인이 필요하다고 지적했다. 식품학회 관계자는 “육안으로 삼겹살 지방을 관리하기 때문에 비계 덩어리를 교묘히 숨기는 눈속임 상술을 근절하기는 사실상 힘든 구조”라며 “정부 차원의 재발방지 대책이 필요하다”고 지적했다. 이에 따라 정부에서도 재발 방지책으로 비계함량에 대한 기준을 마련하겠다고 약속했다.

## 비판
국내 양돈 농가는 삼겹살을 생산하기 위해서 돼지를 키운다는 말이 있다. 공급과잉과 부위별 수급불균형이 해소되지 않는 상황에서 삼겹살 수요만을 충족시키기 위해서 필요이상으로 돼지 사육두수가 많다는 의미다. 구제역 발생의 원인 중에 하나는 과도한 밀집 사육으로 인한 불결한 사육 환경과 면역력 저하 때문인데, 이는 기형적인 국내 삼겹살 수요가 근본 원인이라는 것이 전문가들의 지적이다. 
국내 소비자들로 부터 외면 받는 뒷 다리살 등 돼지고기의 통 소비가 해결책임에도 불구하고 이를 외면한 채 삼겹살 소비만 부추기는 데이 마케팅에 대해 비판이 일고 있다. 과밀사육으로 인한 불량한 사육환경과 더불어 분료 처리의 한계로 인한 환경오염은 악순환을 더욱 부추기고 있다. 전염확산을 막기 위해서 그리고 저지방육 수출길이 막히지 않도록 청정국 지위를 유지하고자 세금을 들여서 살처분을 하고, 이에 따른 공급 부족과 가격 폭등을 잡기 위해서 불가피하게 삼겹살을 수입할 수 밖에 없기에 값싼 수입 삼겹살로 인해 시장이 점진적으로 잠식당하여 사육농가의 어려움은 가중되고 있다. 칠레나 스페인 등처럼 돼지고기의 부위별 균형잡힌 소비 문화 확산이 아쉽다는 지적이다.
한편, 애완견이나 돼지 모두 같은 생명체 임데도 불구하고 돼지는 공장식 축산 시스템하에 지나친 과밀 사육은 동물 복지 차원에서 심각한 문제라는 비판도 일고 있다. 이런 불량한 사육환경을 부추기는 삼겹살 데이는 폐지해야 한다는 것이 동물권 운동 단체의 주장이다. 더욱이 3월 3일은 UN이 제정한 '세계 야생 동식물의 날'이기도 하다.
데이 마케팅이 경제활성화, 축제형 문화로서의 재미 추구 등 긍정적인 면은 있으나, 기업의 상술이자 불필요한 소비를 부추기고, 특정 세대만 즐기는 한정된 문화이며 칠월칠석, 단오 등 우리 전통문화는 잊혀지게 만든다는 지적도 있다. 또한 삽겹살 데이(3월 3일)가 지나고 나면 곧 참치데이(3월 7일)가 이어지는 등 데이 마케팅 자체가 지나치다는 피로감을 호소하는 이들도 많다. 삼겹살 데이 축제를 3월 1일부터 3일간 진행하는 경우도 있는데, 이럴 경우에 정작 삼일절은 실종된 채 고기먹는 공휴일이 되어버리고, 실질적으로는 수입 삼겹살 먹기 촉진 행사로 전락한다는 지적도 있다. 2023년 3월에 있었던 '불량 반값 삼겹살' 판매도 대표적인 데이 마케팅의 부작용이라 할 수 있겠다.

## 같이 보기
- 발렌타인데이(2월 14일)
- 화이트데이(3월 14일)
- 빼빼로데이(11월 11일)

- 삼겹살 (부위)
- 삼겹살 구이
- 삼겹살거리
- 오겹살 구이
- 한국 요리
- 돼지고기
- 돼지